# Superclásico (Montevideo)

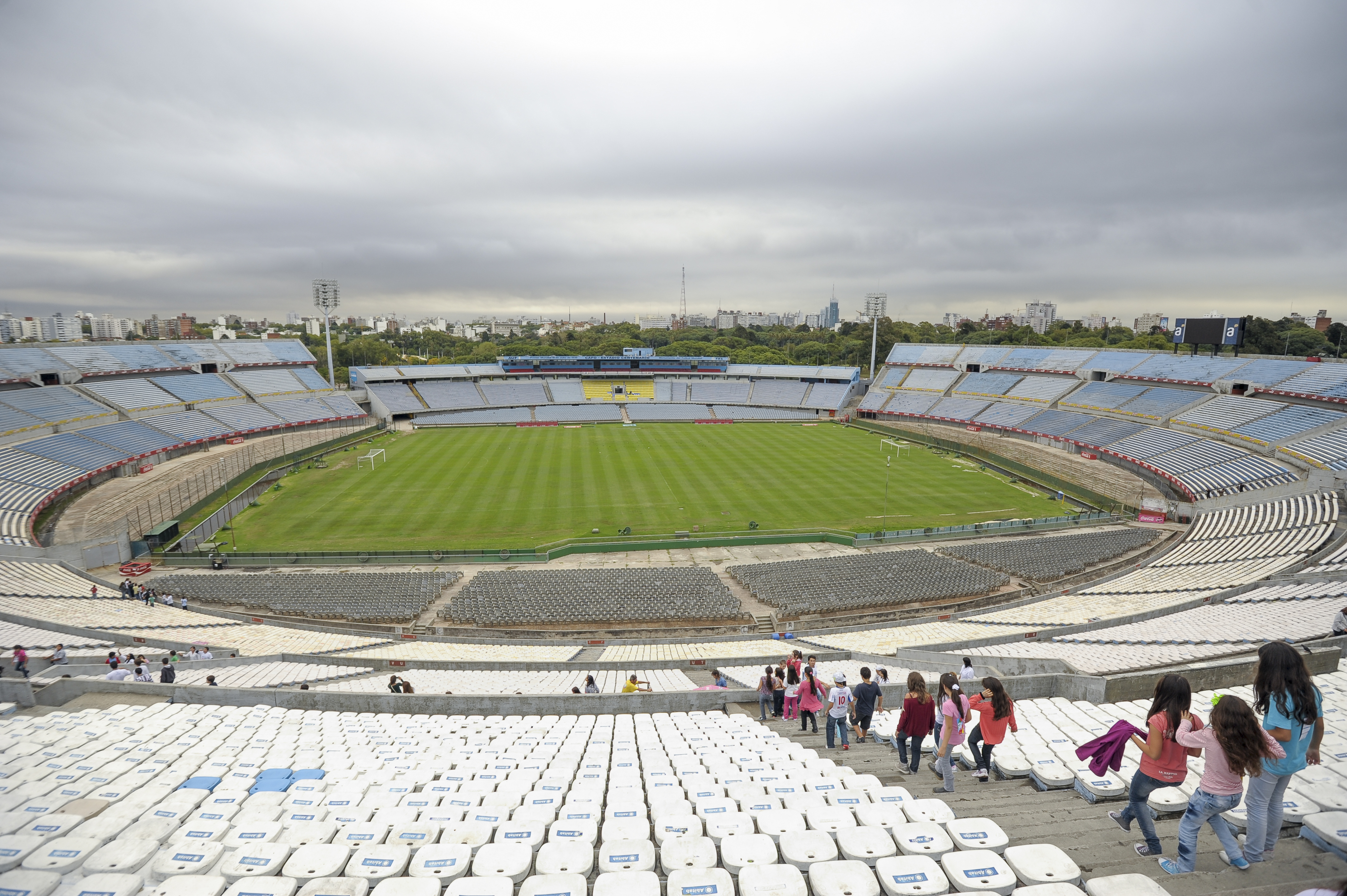
Lo Stadio del Centenario di Montevideo, tradizionale teatro del Superclásico

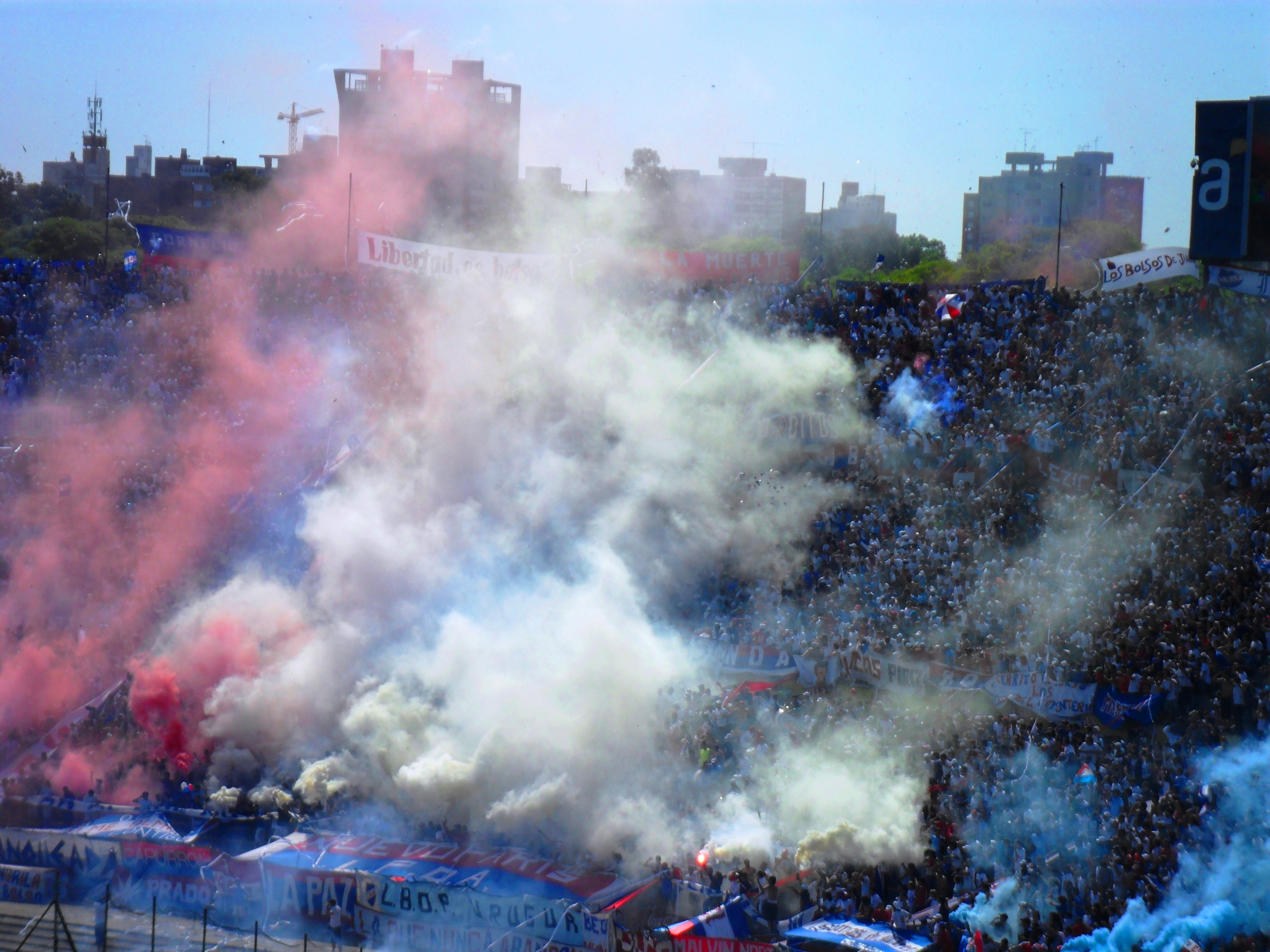
La tifoseria del Nacional, disposta sulla curva Colombes del Centenario

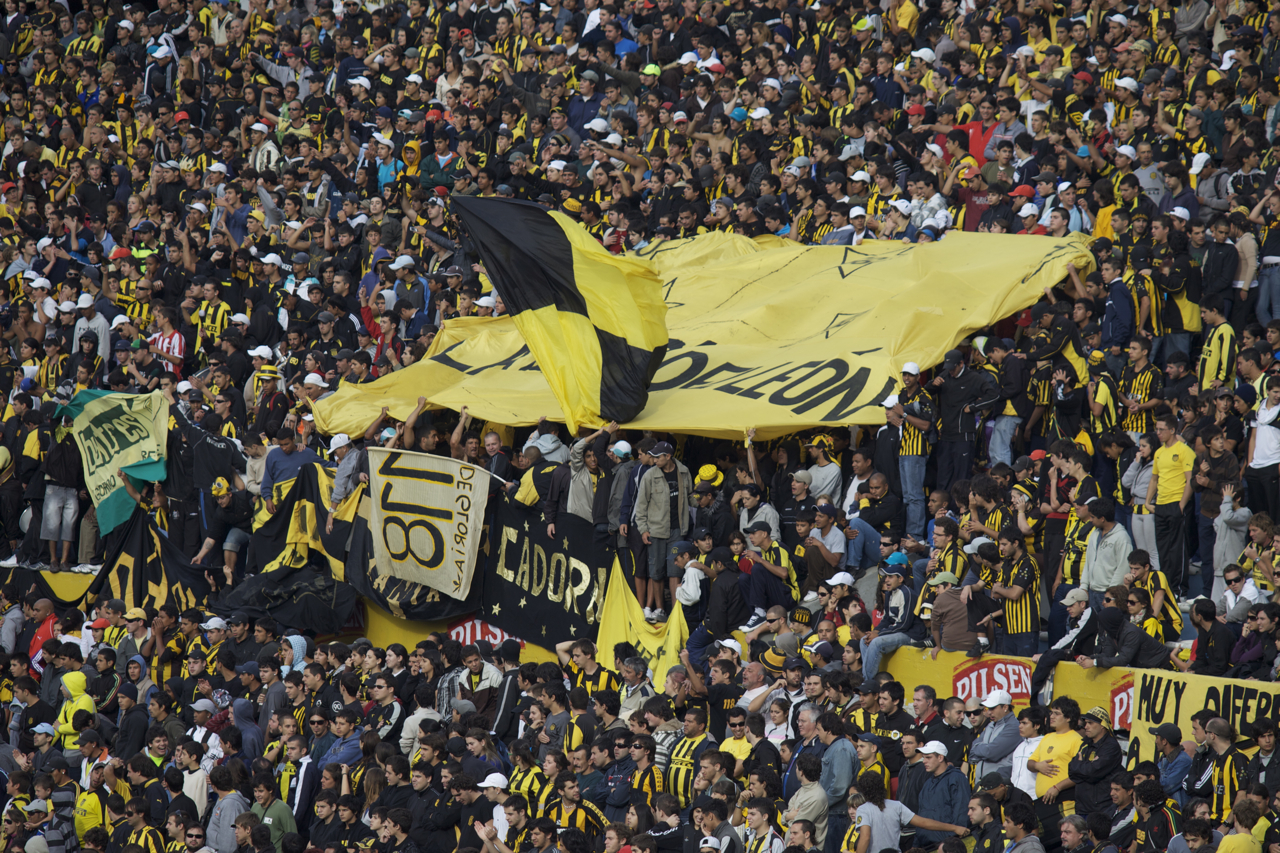
La tifoseria del Peñarol, che occupa la curva Amsterdam del Centenario

Il Superclásico è una partita di calcio giocata tra i due maggiori club di Montevideo (Uruguay), il Nacional e il Peñarol.
Pur non essendo l'unico derby disputato nella capitale uruguaiana (anzi, la maggior parte dei club professionistici del Paese hanno sede proprio a Montevideo), il Superclásico è la partita più sentita tra gli sportivi del Paese sudamericano, che in gran parte sostengono l'una o l'altra squadra.
L'importanza del Superclásico è tale che in quell'occasione di solito non si gioca nello stadio tradizionale della squadra di casa (il Gran Parque Central, stadio del Nacional, ha solo 23.500 posti e il Contador Damiani, impianto del Peñarol, ne ha appena 12.000, numeri estremamente insufficienti di fronte alla grande richiesta di biglietti), ma al Centenario (76.609 posti di capienza).

## Storia
Il primo Superclásico della storia si disputò il 15 luglio 1900: vinse per 2-0 il Peñarol, che all'epoca si chiamava "CURCC" (Central Uruguayan Railway Cricket Club, denominazione che mantenne fino al 1913).

Il 18 maggio 1902 il Nacional, dopo 7 tentativi (5 vittorie del CURCC e 2 pareggi), ottenne finalmente la sua prima vittoria, 2-1.
Negli anni a seguire le sfide tra i tricolores e gli aurinegros si sono verificate in più ambiti: non solo in campionato, ma pure nella Liguilla, in Coppa Libertadores, in Copa Mercosur e in altri tornei ufficiali o amichevoli.
Quasi tutti i più grandi calciatori uruguaiani di sempre hanno disputato in carriera almeno un Superclásico, avendo militato in almeno uno dei due club. Il record di goal appartiene ad Atilio García, del Nacional, autore di 34 realizzazioni.

## Statistiche
L'ultimo Superclásico è stato disputato il 19 gennaio 2012 e corrispondeva alla semifinale della Copa Antel Comunicaciones, torneo amichevole tra le due squadre uruguaiane e i due club paraguaiani dell'Olimpia (che poi ha vinto la manifestazione) e del Libertad: la partita si è conclusa con il punteggio di 1-0 per il Nacional.
Statistiche aggiornate al 6 ottobre 2024.
|                         | Totale gare disputate | Vittorie del Peñarol | Pareggi | Vittorie del Nacional | Gol del Peñarol | Goal del Nacional |
| Campionato              | 245                   | 83                   | 87      | 75                    | 306             | 283               |
| Campionato Provvisorio  | 2                     | 2                    | 0       | 0                     | 1               | 0                 |
| Liguilla                | 22                    | 12                   | 4       | 6                     | 34              | 21                |
| Supercopa Uruguaya      | 2                     | 1                    | 1       | 0                     | 4               | 2                 |
| Altri incontri          | 92                    | 27                   | 25      | 40                    | 108             | 124               |
| Coppa Libertadores      | 38                    | 13                   | 15      | 10                    | 44              | 41                |
| Copa Sudamericana       | 2                     | 1                    | 0       | 1                     | 2               | 2                 |
| Coppa Mercosur          | 2                     | 1                    | 1       | 0                     | 2               | 1                 |
| Supercoppa sudamericana | 4                     | 1                    | 2       | 1                     | 6               | 6                 |
| Totale                  | 409                   | 141                  | 135     | 133                   | 507             | 480               |

Le partite conclusesi ai tiri di rigore sono considerate secondo il punteggio registratosi alla fine dei tempi regolamentari o, laddove disputati, dei tempi supplementari; i goal realizzati ai tiri di rigore non sono considerati a fini statistici
Record:
- Vittoria con il maggior scarto di goal del Nacional: 14 dicembre 1941, Nacional-Peñarol 6-0 (campionato).
- Vittoria con il maggior scarto di goal del Peñarol: 25 ottobre 1953, Peñarol-Nacional 5-0 (campionato).
- Pareggio con più goal:
  - 21 settembre 1920, Nacional-Peñarol 3-3 (Copa Gómez Ferreira);
  - 11 settembre 1955, Peñarol-Nacional 3-3 (campionato);
  - 22 dicembre 1957, Peñarol-Nacional 3-3 (campionato).
- Partita con più goal: 1º novembre 1911, Nacional-CURCC 3-7 (Copa Honor).

## Ultima partita
| Arbitro: | Martín Emilio Vázquez |

|           |           |  |
| Viera 57’ | Marcatori |  |